# امانس
اَمانس (به فرانسوی: Amance) یک کمون در فرانسه است که در Canton of Amance واقع شده‌است.

## خصوصیات
امانس ۱۷٫۵۴ کیلومترمربع مساحت و ۷۱۸ نفر جمعیت دارد.